# Mfem
Mfem est un village du Cameroun situé dans le département du Dja-et-Lobo et la Région du Sud, non loin du Gabon et de la République du Congo, sur la route qui relie Djoum à Oveng. Il fait partie de la commune de Djoum.

## Population
En 1963, Mfem comptait 156 habitants, principalement des Fang, également 33 pygmées Baka. Lors du recensement de 2005, 726 personnes y ont été dénombrées.

## Infrastructures
Mfem dispose d'une école catholique.